# Цимбидиум
Цимби́диум (лат. Cymbí́dium) — род вечнозелёных эпифитных растений семейства Орхидные (Orchidaceae).
Сокращение родового названия в промышленном и любительском цветоводстве — Cym..
Распространены в тропической и субтропической Азии и Северной Австралии.
Введены в культуру в Китае около 2000 лет назад. Конфуций назвал цимбидиумы «королями ароматов». В настоящее время в Китае и Японии культивируется множество природных форм, отличающихся нюансами окраски цветков и пестролистностью, и гибридов цимбидиумов. Особенно широко распространена культура мелких видов, ценящихся ароматом цветков. Для горшочной культуры используются специальные высокие, напоминающие вазы горшки, часто украшенные рисунками и афоризмами.
Первая классификация видов и форм цимбидиумов была создана в Японии в период Муромати (1336—1573). В период Эдо (1603—1868) эти растения широко распространяются в среде знатных людей в горшочной культуре.
В настоящее время крупноцветковые гибриды этого рода являются одной из основных срезочных культур в Европе и Австралии.
Род Cymbidium описан шведским ботаником Петером Улофом Сварцем в 1799 году.

## Синонимы
По данным Королевских ботанических садов в Кью:
- Jensoa Raf., 1838
- Cyperorchis Blume, 1849
- Iridorchis Blume, 1859, nom. illeg.
- Arethusantha Finet, 1897
- Pachyrhizanthe (Schltr.) Nakai, 1931
- ×Cyperocymbidium A.D.Hawkes, 1964

## Ботаническое описание
Эпифитные, литофитные или наземные растения, встречающиеся на высотах до 2000 метров над уровнем моря.
Туберидии яйцевидные, плотно покрыты основаниями листьев, собраны в компактные группы.
Листья линейные или мечевидные, заострённые или тупоконечные, килеватые, кожистые.
Соцветие — рыхлая, прямая, наклонная или свисающая мало- или многоцветковая кисть.
Цветки от мелких до крупных. Цветовая гамма включает белые, зелёные, желтовато-зелёные, кремовые, жёлтые, коричневые, розовые и красные цвета и оттенки. Чашелистики и лепестки, как правило, одинаковой формы и окраски, свободные, ланцетные или серповидные.
Губа трёхлопастная, сидячая, часто яркоокрашенная и пёстрая. Боковые лопасти прямые, окружают колонку; средняя дугообразно изогнутая. Колонка длинная.
Поллинии в количестве 2—4.

## Виды

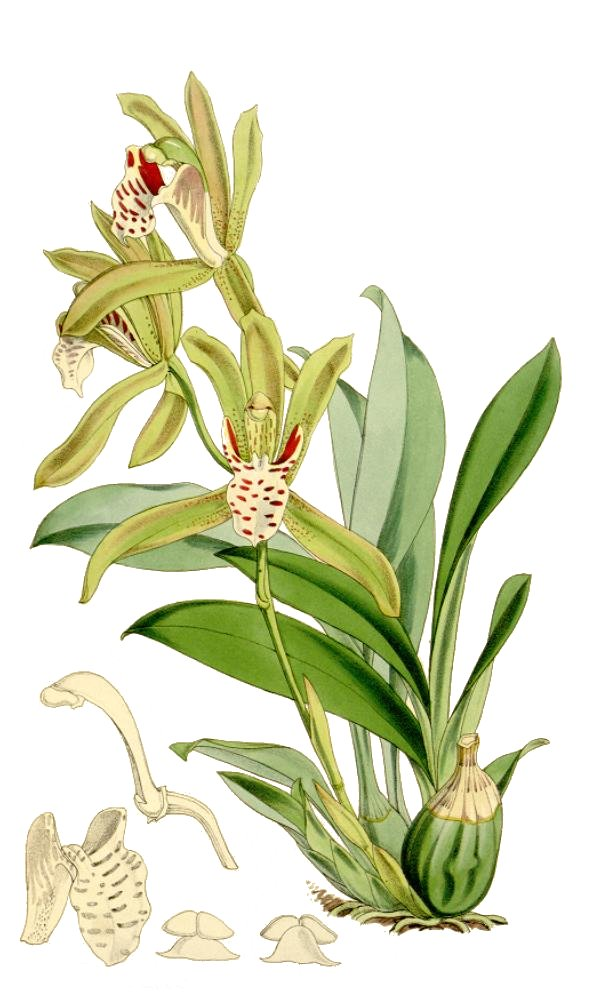
Cymbidium tigrinum
ботаническая иллюстрация из книги «Curtis’s botanical magazine» vol. 90 ser. 3 nr. 20 tab. 5457, 1864 г.

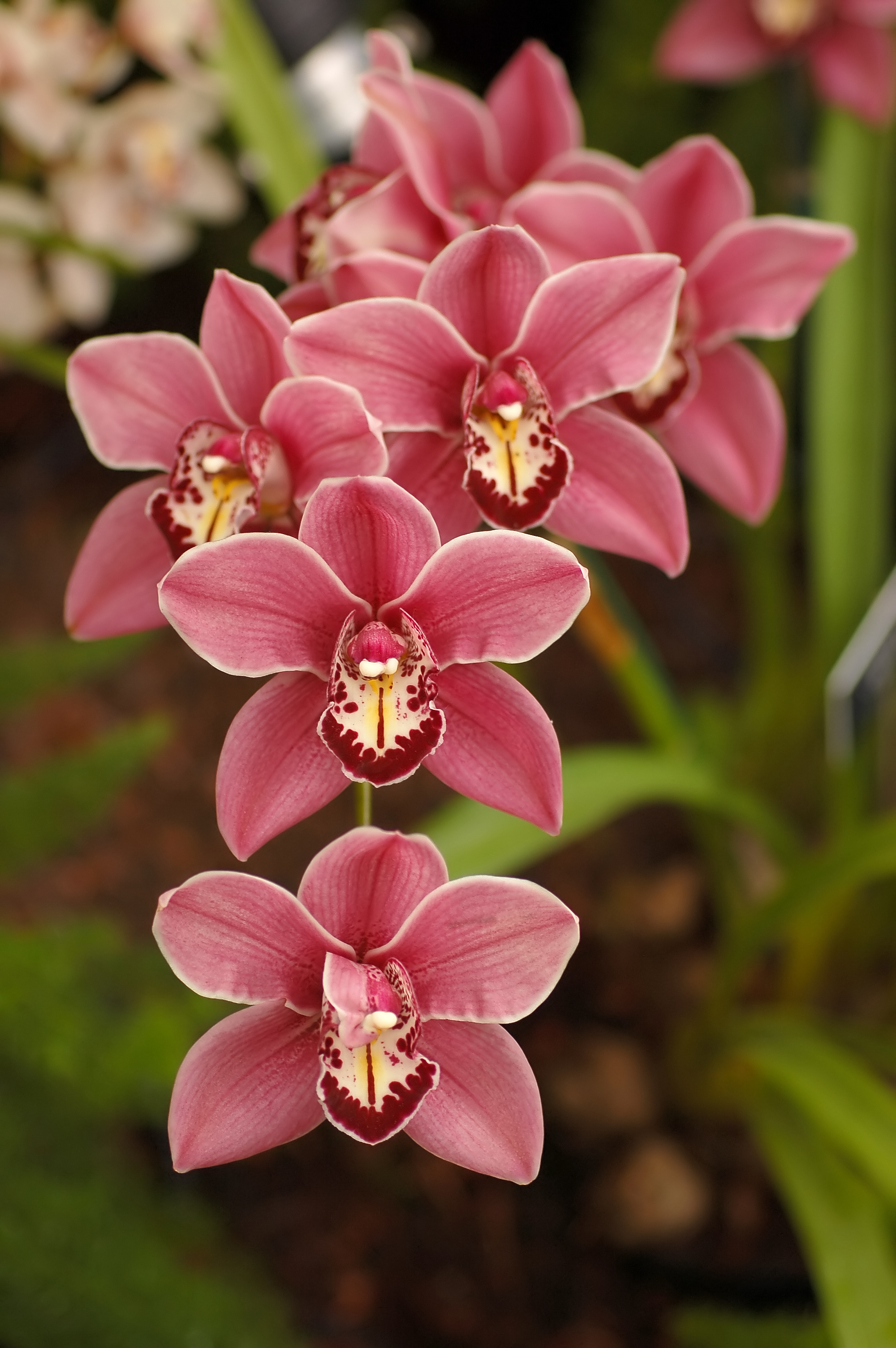
Cymbidium Clarisse Austin 'Best Pink'

Список видов по данным Королевских ботанических садов в Кью:
| - Cymbidium aestivum Z.J.Liu & S.C.Chen, 2004 - Cymbidium aliciae Quisumb., 1940 - Cymbidium aloifolium (L.) Sw., 1799 — Цимбидиум алоелистный - Cymbidium atropurpureum (Lindl.) Rolfe, 1903 - Cymbidium banaense Gagnep., 1951 - Cymbidium bicolor Lindl., 1833 — Цимбидиум двуцветный - Cymbidium borneense J.J.Wood, 1983 - Cymbidium canaliculatum R.Br., 1810 — Цимбидиум желобчатый - Cymbidium changningense Z.J.Liu & S.C.Chen, 2005 - Cymbidium chawalongense C.L.Long, 2003 - Cymbidium chloranthum Lindl., 1843 - Cymbidium cochleare Lindl., 1859 - Cymbidium concinnum Z.J.Liu & S.C.Chen, 2006 - Cymbidium cyperifolium Wall. ex Lindl., 1833 - Cymbidium dayanum Rchb.f., 1869 - Cymbidium defoliatum Y.S.Wu & S.C.Chen, 1991 - Cymbidium devonianum Paxton, 1843 - Cymbidium eburneum Lindl., 1847 - Cymbidium elongatum J.J.Wood, Du Puy & Shim, 1988 - Cymbidium ensifolium (L.) Sw., 1799 — Цимбидиум мечелистный - Cymbidium erythraeum Lindl., 1859 - Cymbidium erythrostylum Rolfe, 1905 - Cymbidium faberi Rolfe, 1896 - Cymbidium finlaysonianum Lindl., 1833 - Cymbidium flavum Z.J.Liu & J.YongZhang, 2002 - Cymbidium floribundum Lindl., 1833 - Cymbidium gaoligongense Z.J.Liu & J.YongZhang, 2003 - Cymbidium goeringii (Rchb.f.) Rchb.f., 1852 - Cymbidium gongshanense H.Li & G.H.Feng, 1989 - Cymbidium hartinahianum J.B.Comber & Nasution, 1977 - Cymbidium hookerianum Rchb.f., 1866 - Cymbidium insigne Rolfe, 1904 — Цимбидиум заметный или замечательный - Cymbidium iridioides D.Don, 1825 | - Cymbidium kanran Makino, 1902 - Cymbidium lancifolium Hook., 1823 — Цимбидиум ланцетолистный - Cymbidium longifolium D.Don, 1825 - Cymbidium lowianum (Rchb.f.) Rchb.f., 1879 — Цимбидиум Лоу - Cymbidium macrorhizon Lindl., 1833 - Cymbidium madidum Lindl., 1840 - Cymbidium mastersii Griff. ex Lindl., 1845 - Cymbidium micranthum Z.J.Liu & S.C.Chen, 2004 - Cymbidium multiradicatum Z.J.Liu & S.C.Chen, 2004 - Cymbidium munronianum King & Pantl., 1895 - Cymbidium nanulum Y.S.Wu & S.C.Chen, 1991 - Cymbidium parishii Rchb.f., 1874 - Cymbidium paucifolium Z.J.Liu & S.C.Chen, 2002 - Cymbidium qiubeiense K.M.Feng & H.Li, 1980 - Cymbidium quinquelobum Z.J.Liu & S.C.Chen, 2006 - Cymbidium rectum Ridl., 1920 - Cymbidium rhizomatosum Z.J.Liu & S.C.Chen, 2002 - Cymbidium roseum J.J.Sm., 1905 - Cymbidium sanderae (Rolfe) P.J.Cribb & Du Puy, 1988 - Cymbidium schroederi Rolfe, 1905 - Cymbidium sichuanicum Z.J.Liu & S.C.Chen, 2006 - Cymbidium sigmoideum J.J.Sm., 1907 - Cymbidium sinense (Jacks.) Willd., 1805 - Cymbidium suave R.Br., 1810 - Cymbidium suavissimum Sander ex C.H.Curtis, 1928 - Cymbidium teretipetiolatum Z.J.Liu & S.C.Chen, 2002 - Cymbidium tigrinum C.S.P.Parish ex Hook., 1864 — Цимбидиум тигровый - Cymbidium tracyanum L.Castle, 1890 — Цимбидиум Трейси или Трэйси - Cymbidium wenshanense Y.S.Wu & F.Y.Liu, 1990 - Cymbidium whiteae King & Pantl., 1898 - Cymbidium wilsonii (Rolfe ex DeCock) Rolfe, 1904 |

### Природные гибриды
По данным Королевских ботанических садов в Кью:
- Cymbidium ×ballianum Rolfe, 1904 (= Cym. eburneum × Cym. mastersii) Мьянма
- Cymbidium ×baoshanense F.Y.Liu & Perner, 2001 (= Cym. lowianum × Cym. tigrinum) Китай
- Cymbidium ×florinda auct., 1913 (= Cym. erythrostylum × Cym. iridioides) Вьетнам
- Cymbidium ×gammieanum King & Pantl., 1895 (= Cym. elegans × Cym. erythraeum) Непал, Сикким
- Cymbidium ×glebelandensis Rolfe, 1911 (= Cym. insigne × Cym. schroederi) Вьетнам
- Cymbidium ×rosefieldense auct., 1912 (= Cym. insigne × Cym. tracyanum) Вьетнам
- Cymbidium ×woodlandense auct., 1913 (= Cym. mastersii × Cym. tracyanum) Мьянма

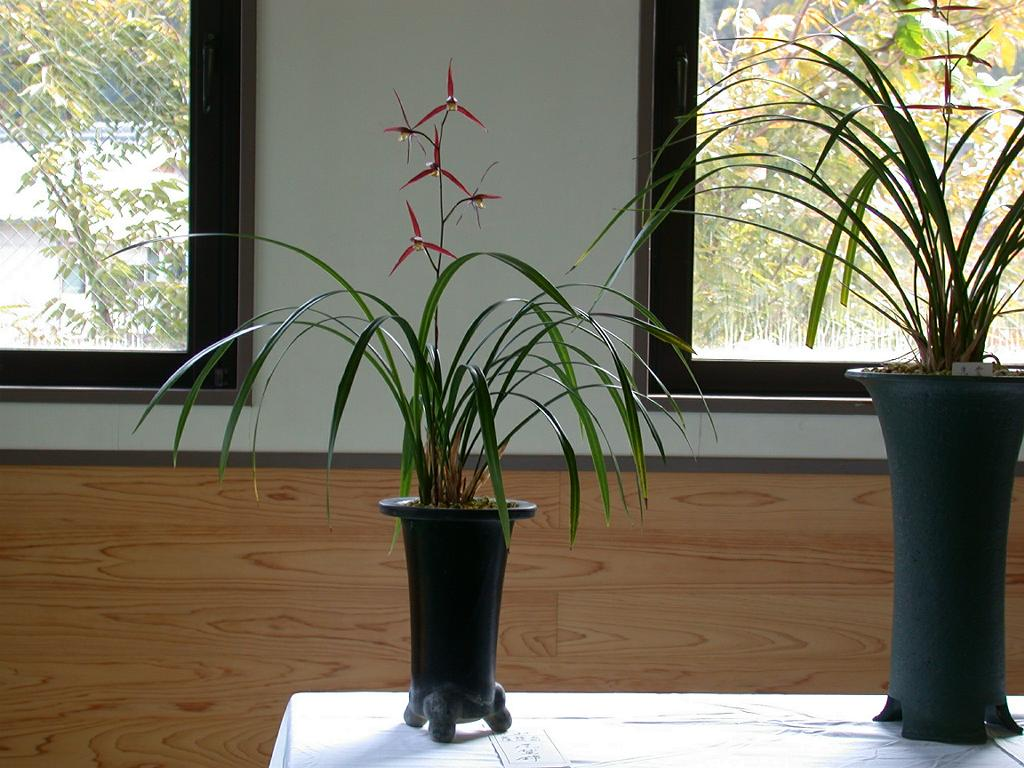
Cymbidium kanran